# Fiódor Kudriashov
Fiódor Vasílievich Kudriashov (en ruso: Фёдор Васильевич Кудряшов; Mamakán, URSS, actual Rusia, 5 de abril de 1987) es un exfutbolista ruso que jugaba como defensa.

## Biografía
Nacido en el óblast de Irkutsk, Kudriashov debutó en el club FC Sibiryak de la ciudad de Bratsk. En 2004, mientras jugaba para la selección de Siberia, fue observado por Serguéi Shavlo, quien en aquel entonces era cazatalentos del Spartak de Moscú. Después de jugar para las reservas del Spartak, Kudriashov realizó su debut en el primer equipo durante el último partido de la temporada 2006. Durante la siguiente temporada fue incorporado al equipo de manera regular tras la cesión de Clemente Rodríguez. 
En 2008, Kudriashov jugó para el FK Jimki, mediante una cesión que duró entre julio y diciembre. En agosto de 2010, fue cedido al FC Tom Tomsk. Kudriashov fue también cedido al FC Krasnodar desde el FC Spartak de Moscú.
El 1 de febrero de 2012 falló un penalti en una tanda contra el equipo noruego Rosenborg BK, que acabaría ganando al Spartak la tanda por 10-9. Este fue su segundo partido en el torneo amistoso Cup del Sol.

## Clubes
| Club                       | País    | Año       |
| -------------------------- | ------- | --------- |
| F. C. Sibiryak Bratsk      | Rusia   | 2003-2004 |
| F. C. Spartak de Moscú     | Rusia   | 2005-2012 |
| F. K. Khimki (préstamo)    | Rusia   | 2008      |
| F. C. Tom Tomsk (préstamo) | Rusia   | 2010      |
| F. C. Krasnodar (préstamo) | Rusia   | 2011      |
| F. C. Terek Grozny         | Rusia   | 2012-2016 |
| F. C. Rostov               | Rusia   | 2016-2017 |
| F. C. Rubin Kazán          | Rusia   | 2017-2018 |
| Estambul Başakşehir F. K.  | Turquía | 2019      |
| P. F. C. Sochi             | Rusia   | 2019      |
| Antalyaspor                | Turquía | 2020-2023 |
| F. C. Fakel Vorónezh       | Rusia   | 2023-2024 |